# Kunio-kun
Kunio-kun (くにおくん?) è una serie di videogiochi prodotti dalla Technos Japan Corporation a partire dal 1986; dopo il fallimento dell'azienda nipponica, avvenuto nel 1996, il brand Kunio-kun è stato acquisito dalla Million Corp. che ha proseguito la serie.
Trattasi di giochi non relazionati tra loro per il genere: l'elemento in comune è il protagonista dei giochi, Kunio (talvolta rinominato nelle versioni occidentali "Alex" o "Crash Cooney"), mascotte della Technos e omaggio al fondatore dell'azienda Kunio Taki.

## Videogiochi

### Renegade(1986)
Il primo videogioco della serie, Nekketsu Kōha Kunio-kun, era noto in occidente come Renegade, versione fortemente localizzata con notevoli cambiamenti grafici rispetto all'originale.
Trattasi di un videogioco arcade di tipo picchiaduro a scorrimento ed è considerato un'opera innovativa per il tempo, nonché il predecessore del capolavoro Double Dragon.
Sono state pubblicate versioni anche per Nintendo (1987), Game Boy (1990), PlayStation 2 (2006) e Wii Virtual Console (2008).

### Super Dodge Ball(1987)
Pubblicato con il nome Nekketsu Kōkō Dodgeball Bu, è un videogioco arcade di palla schivata.
Mentre nella versione originale si deve guidare la squadra dell'istituto scolastico di Kunio alla conquista prima del torneo giapponese e poi di quello mondiale, nella versione per il mercato occidentale i protagonisti sono studenti statunitensi.
Sono state pubblicate versioni anche per Nintendo (1988), X68000 (1988), TurboGrafx-16 (1988), Game Boy (1991), Microsoft Windows (2003), PlayStation 2 (2008) e Wii Virtual Console (2008).
Nella versione per Nintendo sono state aggiunte due squadre nazionali, mentre nella versione per TurboGrafx-16 sono presenti dati e statistiche per ogni giocatore e squadra.

### River City Ransom(1989)
Prodotto con il nome Downtown Nekketsu Monogatari, è un videogioco di tipo picchiaduro a scorrimento con elementi RPG, ed è il primo videogioco della serie prodotto in primis per le console domestiche.
Il gioco originale venne implementato per Nintendo Entertainment System nel 1989, successivamente vennero pubblicate versioni per X68000 (1990), TurboGrafx-16 (1993) e Wii Virtual Console (2007).

### Nintendo World Cup(1990)
Prodotto nel 1990 come Nekketsu Kōkō Dodgeball Bu: Soccer Hen, è un videogioco sportivo di calcio.
Nella versione originale narra della squadra di palla schivata della scuola di Kunio che accetta di aiutare Misako e la sua squadra di calcio, impegnata in un torneo nazionale tra scuole; la versione occidentale ha un'ambientazione più internazionale.
Il gioco originale venne implementato per Nintendo Entertainment System nel 1990, successivamente vennero pubblicate versioni per Game Boy (1991), TurboGrafx-16 (1991), Mega Drive (1992) e Wii Virtual Console (2008).
Nella versione per TurboGrafx-16 sono state aggiunte cinque squadre nazionali.

### Downtown Nekketsu Kōshinkyoku: Soreyuke Daiundōkai(1990)
Videogioco sportivo inerente all'atletica leggera.
Kunio sfida tre scuole rivali in quattro differenti discipline di atletica leggera; è presente la modalità a quattro giocatori.
Il gioco originale venne implementato per Nintendo Entertainment System nel 1990, successivamente vennero pubblicate versioni per Game Boy (1992), TurboGrafx-16 (1992) e Wii Virtual Console (2007).

### Downtown Special: Kunio-kun no Jidaigeki da yo Zen'in Shūgō!(1991)
È il seguito di River City Ransom, pubblicato per piattaforme Nintendo (1991), Game Boy (1993) e Wii Virtual Console (2009).

### Ike Ike! Nekketsu Hockey Bu: Subette Koronde Dairantō(1992)
Videogioco sportivo sull'Hockey su ghiaccio.
In questo gioco Kunio decide di aiutare la squadra di Hockey su ghiaccio della propria scuola.
Era stata pianificata la pubblicazione del gioco in Nord America con il titolo Crash 'n the Boys: Ice Challenge, pratica poi annullata.
Il gioco originale venne implementato per Nintendo Entertainment System nel 1992, successivamente venne pubblicata la versione per Wii Virtual Console (2009).

### Crash 'n the Boys: Street Challenge(1992)
Pubblicato in Giappone come Bikkuri Nekketsu Shinkiroku: Harukanaru Kin Medal, è il seguito di Downtown Nekketsu Kōshinkyoku: Soreyuke Daiundōkai, videogioco sportivo inerente all'atletica leggera.
È presente per le piattaforme Nintendo Entertainment System (1992) e Game Boy (1993).

### Shodai Nekketsu Kōha Kunio-kun(1992)
Picchiaduro a scorrimento con elementi RPG, è il primo videogioco della serie pubblicato per Super Nintendo.

### Nekketsu Kakutō Densetsu(1992)
Picchiaduro ad incontri per Nintendo Entertainment System.

### Kunio-kun no Nekketsu Soccer League(1993)
Sequel di Nintendo World Cup, videogioco sportivo di calcio per Nintendo Entertainment System.

### Kunio-kun no Dodgeball da yo Zen'in Shūgō!!(1993)
Sequel per Super Nintendo di Super Dodge Ball.

### Nekketsu! Street Basket: Ganbare Dunk Heroes(1993)
Videogioco sportivo inerente allo street basket.
È l'ultimo videogioco della serie sviluppato per Nintendo Entertainment System.

### Downtown Nekketsu Baseball Monogatari: Yakyū de Shōbu da! Kunio-kun(1993)
Videogioco sportivo inerente al baseball, sviluppato per Super Nintendo.

### Shin Nekketsu Kōha: Kunio-tachi no Banka(1994)
Videogioco per Super Nintendo.

### Kunio no Oden(1994)
Videogioco per Super Nintendo.

### Nekketsu! Beach Volley da yo: Kunio-kun(1994)
Videogioco sportivo inerente al beach volley, sviluppato per Game Boy.

### Super Dodge Ball(1996)
Omonimo remake del gioco di palla schivata del 1987, sviluppato con tecnologia Neo Geo per i videogiochi arcade.
Narra delle sfide di palla schivata tra i vari istituti scolastici rivali, tra questi anche quello di Kunio.

### River City Ransom EX(2004)
Sequel di River City Ransom, è il primo gioco della serie prodotto dalla Million Corp..
È presente su piattaforma Game Boy Advance.

### Kunio-kun Nekketsu Collection 1(2005)
Videogioco 2-in-1 per Game Boy Advance, contiene i giochi Super Dodge Ball del 1987 e Nekketsu! Street Basket.

### Kunio-kun Nekketsu Collection 2(2005)
Videogioco 2-in-1 per Game Boy Advance, contiene i giochi Nintendo World Cup e Downtown Nekketsu Kōshinkyoku.

### Kunio-kun Nekketsu Collection 3(2006)
Videogioco 2-in-1 per Game Boy Advance, contiene i giochi Downtown Special: Kunio-kun no Jidaigeki da yo Zen'in Shūgō! e Ike Ike! Nekketsu Hockey Bu: Subette Koronde Dairantō.

### Super Dodgeball Brawlers(2008)
Pubblicato in Giappone con il nome Chō Nekketsu Kōkō Kunio-kun Dodgeball Bu, è un ulteriore sequel della serie Super Dodge Ball.
Sviluppato dalla Arc System Works per Nintendo DS.

### Nekketsu Kōkō! Kunio-kun Online(2010)
Videogioco online sviluppato dalla Windysoft per Microsoft Windows.

### River City Dodge Ball All Stars!!(2010)
Videogioco indie di palla schivata per Microsoft Windows, è programmato dai Miracle Kidz, ovvero due ex componenti della Technos artefici del primo River City Ransom.

### River City Super Sports Challenge(2010)
Noto in Giappone come Kunio-kun no Chō Nekketsu! Daiundōkai, è un seguito di Downtown Nekketsu Kōshinkyoku sviluppato dalla Arc System Works per Nintendo DS.

### River City Soccer Hooligans(2010)
Noto in Giappone come Kunio-Kun no Chou Nekketsu Soccer League Plus - World Hyper Cup Hen, è un ulteriore seguito di Nintendo World Cup per Nintendo DS.